# Bandarawan
Bandarawan is een bestuurslaag in het regentschap Serdang Bedagai van de provincie Noord-Sumatra, Indonesië. Bandarawan telt 600 inwoners (volkstelling 2010).